# Dâmbovița
Dâmbovița är ett län (județ) i Rumänien med 523 730 invånare (2018). Det har 2 municipii, 4 städer och 76 kommuner. Det är uppkallat efter floden Dâmbovița.

## Municipii
- Târgoviște
- Moreni

## Städer
- Găești
- Pucioasa
- Titu
- Fieni

## Kommuner
| - Aninoasa - Băleni - Bărbulețu - Bezdead - Bilciurești - Braniștea - Brănești - Brezoaele - Buciumeni - Bucșani - Butimanu - Cândești | - Ciocănești - Cobia - Cojasca - Comișani - Conțești - Corbii Mari - Cornățelu - Cornești - Costeștii din Vale - Crângurile - Crevedia - Dărmănești | - Dobra - Doicești - Dragodana - Dragomirești - Finta - Glodeni - Gura Foii - Gura Ocniței - Gura Șuții - Hulubești - I. L. Caragiale - Iedera | - Lucieni - Ludești - Lungulețu - Malu cu Flori - Mănești - Mătăsaru - Mogoșani - Moroeni - Morteni - Moțăieni - Niculești - Nucet | - Ocnița - Odobești - Petrești - Pietroșița - Poiana - Potlogi - Produlești - Pucheni - Racari - Răzvad - Runcu - Sălcioara | - Slobozia Moară - Șelaru - Șotânga - Tărtășești - Tătărani - Uliești - Ulmi - Văcărești - Valea Lungă - Valea Mare - Văleni-Dâmbovița - Vârfuri | - Vișina - Vișinești - Voinești - Vulcana-Băi |